# Tapinocyba ventosa
Tapinocyba ventosa är en spindelart som beskrevs av Alfred Frank Millidge 1979. Tapinocyba ventosa ingår i släktet Tapinocyba och familjen täckvävarspindlar.
Artens utbredningsområde är Frankrike. Inga underarter finns listade i Catalogue of Life.